# Водомірне скло

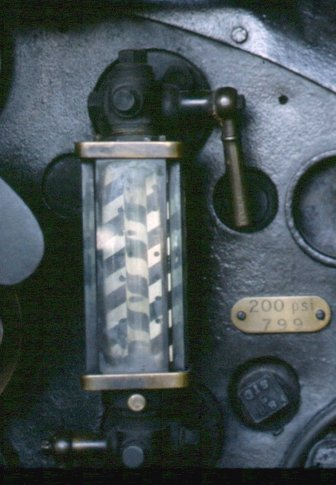
Водомірне скло паровоза з кожухом із загартованого скла, що показує максимальний рівень води.

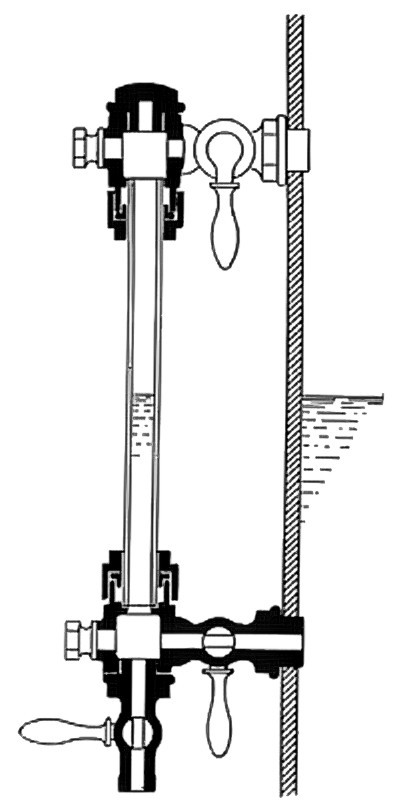
Схема водомірного скла

Водомірне скло — різновид рівнеміра, скляна трубка, призначена для визначення рівня води в паровому котлі або нафти в резервуарі. Водомірні стекла застосовуються на парових установках (паровозах, парових котлах пароплавів), нафтосховищах тощо. Принцип дії водомірного скла заснований на законі сполучених посудин: рідина у резервуарі й з'єднаній з ним трубці стоїть на одному рівні.
Перший паровоз з водомірним склом збудований у 1829 році англійським інженером Джоном Растріком (англ. John Urpeth Rastrick) на його заводі в Стаурбриджі.
Водомірні стекла виготовляються правильної циліндричної форми з щільної однорідної прозорої скляної маси без бульбашок і раковин і повинні витримувати нормальний робочий тиск котла. Скляна трубка закріплюється між двома патрубками, спорядженими кранами й угвинченими в стінки котла (резервуара). Якщо рідина є токсичною або під тиском, мають вживатися запобіжні заходи. У водомірних стеклах парових котлів трубки покриваються кожухом: несуцільним металевим або суцільним із загартованого скла. Кожух захищає трубки від зовнішніх пошкоджень і водночас убезпечує локомотивну бригаду (механіків) у випадку розриву скла. Зазвичай водомірні стекла споряджаються візерунчастою задньою панеллю для кращої видимості рівня води. Трубки водомірних стекол для котлів з дуже високим робочим тиском можуть виготовлятися зі загартованого армованого скла.
Крани приєднується або безпосередньо до котла, або до з'єднаної з ним заспокійливої колонки (на неї також встановлюють водопробні крани). Верхній кран сполучається з паровим простором котла, нижній — з водяним. Крім того, у нижній частині водомірного скла ставлять ще один кран — спускний. Наявність кранів уможливлює перекрити доступ води і пари в трубку для її заміни.
Для перевірки водомірного скла на точність показань, а з'єднувальних патрубків на відсутність вапняних відкладень його продувають почерговим швидким відкриттям і закриттям верхнього і нижнього кранів, випускаючи струмінь води (при відкритті верхнього крана — разом з парою) через відкритий спускний кран.
Водомірні стекла потребують періодичного огляду і мають замінятися у випадку зношення їх стінок біля кранів. Залишається ймовірність виходу їх з ладу в дорозі, на цей випадок машиніст повинен мати 2-3 запасних трубки, разом з прядив'яним або гумовим защільнювачем. Вміння самостійно полагодити водомірні стекла було настільки важливим, що інструктор під час навчальної поїздки міг навмисно розбити скло, щоб дати можливість учневі усунути несправність.